# 索斯尼夫卡 (科留科夫卡區)
51°46′49″N 32°6′51″E / 51.78028°N 32.11417°E
索斯尼夫卡（烏克蘭語：Соснівка），是烏克蘭北部的村莊，隸屬切爾尼希夫州的科留基夫卡區。該村面積0.39平方公里，海拔高度127米，2001年人口112，人口密度每平方公里290.2人。